# 3284 Niebuhr
3284 Niebuhr eller 1953 NB är en asteroid i huvudbältet som upptäcktes den 13 juli 1953 av den sydafrikanske astronomen J. A. Bruwer i Johannesburg. Den har fått sitt namn efter Carsten Niebuhr.
Asteroiden har en diameter på ungefär 9 kilometer.